# قشلاق قره‌باغلو (کلیبر)
قشلاق قره‌باغلو یکی از روستاهای استان آذربایجان شرقی است که در دهستان قشلاق بخش آبش‌احمد شهرستان کلیبر واقع شده‌است.